# Ángeles Taro
Ángeles Taro es una divulgadora feminista y creadora de contenido española, reconocida por su labor en la recuperación y difusión de la memoria de mujeres históricamente invisibilizadas. En 2024, recibió el premio a Mejor Educadora Digital en España en los Premios EDE, y anteriormente fue destacada por la revista Forbes como una de las 100 mejores influencers de España en 2021.

## Trayectoria
Taro es licenciada en Bellas Artes por la Universidad de Sevilla, donde cursó sus estudios entre 2009 y 2014. Comenzó su labor de divulgación en 2019, motivada por la invisibilización de las mujeres en la historia y la ausencia de referentes femeninos en materiales educativos. Su enfoque se centra en exponer las vidas de mujeres cuyos logros fueron olvidados, desacreditados o apropiados, contribuyendo a la construcción de una narrativa histórica más inclusiva.
Su actividad en plataformas de redes sociales como TikTok e Instagram le ha permitido construir una comunidad amplia y comprometida, que se interesa por las historias de mujeres que superaron obstáculos y lucharon por una sociedad más igualitaria. Con más de 280.000 seguidores en TikTok y 95.000 en Instagram, su estilo divertido y sarcástico ha acercado estas historias a un público amplio.
En 2024, publicó el libro Exaltadas, locas, modernas. Grandes mujeres que desafiaron al patriarcado, donde recopila las historias de mujeres que rompieron las normas impuestas por el sistema patriarcal, destacando su valentía y legado. Con un enfoque directo y cargado de ironía, el libro invita a reflexionar sobre el impacto de estas figuras en la construcción de la sociedad actual.

## Reconocimientos
En 2021, su impacto en redes sociales fue reconocido por la revista Forbes, que la incluyó entre las 100 mejores influencers de España. Este reconocimiento destacó su capacidad para generar contenido educativo y de calidad en redes sociales, centrándose en la visibilización de figuras históricas femeninas. Ese mismo año, obtuvo su primera nominación a los Premios TikTok en la categoría de Educación y Divulgación, un reconocimiento que se repitió en 2023, unos reconocimientos que ponían en valor su innovación al aprovechar plataformas digitales para transmitir conocimientos históricos a audiencias jóvenes.
En 2024, su labor fue galardonada con el premio a Mejor Educadora Digital de España en los Premios EDE, organizados por la Asociación Educadores Digitales España. Este reconocimiento, en la categoría de Historia, fue entregado en una ceremonia celebrada en octubre en el Ateneo Mercantil de Valencia.

## Obra
- 2024 – Exaltadas, locas, modernas. Grandes mujeres que desafiaron al patriarcado. Bruguera. ISBN 978-84-02-42761-8.